# 한국뮤지컬어워즈
한국뮤지컬어워즈(Korea Musical Awards)는 대한민국의 뮤지컬 시상식이다. 사단법인 한국뮤지컬협회가 주최하고 문화체육관광부와 한국문화예술위원회가 후원한다. 매년 전문투표단 200명과 일반투표단 100명의 온라인 투표로 후보와 수상자를 선정한다. 전문투표단은 특별상을 제외한 16개 부문, 일반투표단은 남녀 주연·조연·신인상 등 6개 부문에 투표한다.
이 시상식의 전신은 더 뮤지컬 어워즈이다. 《더 뮤지컬 어워즈》는 2007년 한국뮤지컬협회와 중앙일보의 공동 주최로 개최됐던 뮤지컬 시상식이며, 예산 부족의 문제로 2015년을 마지막으로 폐지되었다. 이후 한국뮤지컬협회는 언론사나 기업체의 후원 의존도를 최대한 줄이고 독자적으로 뮤지컬 시상식을 만들겠다고 선언한 후, 2017년 한국뮤지컬어워즈를 단독 주최로 신설했다.
제1회 시상식은 2017년 1월 16일에 열렸다. 2015년 12월부터 2016년 11월까지 국내에서 개막하여 14회 이상 유료 공연된 창작 및 라이선스 공연 중 출품된 77개의 작품들을 대상으로 했다.

## 시상 부문
- 한국뮤지컬어워즈 대상: 창작과 라이선스 전체에서 가장 우수한 작품
- 한국뮤지컬 작품상: 창작 초연에서 가장 우수한 작품
- 남우주연상, 여우주연상
- 남우조연상, 여우조연상
- 남우신인상, 여우신인상
- 앙상블상
- 연출상, 신인연출상
- 극본/작사상, 작곡/음악감독상, 안무상, 무대예술상
- 프로듀서상
- 특별상(공로상)

## 역대 수상자(작)

### 2017년 제1회
- 일시: 2017년 1월 16일
- 장소: 블루스퀘어 삼성전자홀
- 사회: 이건명

| 부문                   | 수상자                | 작품                        |
| ---------------------- | --------------------- | --------------------------- |
| 한국뮤지컬어워즈 대상  |                       | 《스위니 토드》             |
| 2016 한국뮤지컬 작품상 |                       | 《나와 나타샤와 흰 당나귀》 |
| 남우주연상             | 정성화                | 《킹키 부츠》               |
| 여우주연상             | 전미도                | 《스위니 토드》             |
| 남우조연상             | 박은태                | 《도리안 그레이》           |
| 여우조연상             | 신영숙                | 《레베카》                  |
| 남우신인상             | 김성철                | 《스위니 토드》             |
| 여우신인상             | 이예은                | 《위키드》                  |
| 앙상블상               | 앙상블팀              | 《킹키 부츠》               |
| 연출상                 | 오세혁                | 《나와 나타샤와 흰 당나귀》 |
| 신인연출상             | 추정화                | 《인터뷰》                  |
| 극본/작사상            | 박해림                | 《나와 나타샤와 흰 당나귀》 |
| 작곡/음악감독상        | 이진욱                | 《라흐마니노프》            |
| 안무상                 | 신선호                | 《로기수》                  |
| 무대예술상             | 오필영                | 《마타 하리》               |
| 프로듀서상             | 엄홍현                | 《마타 하리》               |
| 특별공로상             | 박만규                |                             |
| 최고의 관객상          | 김행선 (총 89편 관람) |                             |

### 2018년 제2회
- 일시: 2018년 1월 22일
- 장소: 경희대 평화의 전당
- 사회: 이건명

| 부문                   | 수상자            | 작품                 |
| ---------------------- | ----------------- | -------------------- |
| 대상                   |                   | 《벤허》             |
| 작품상                 |                   | 《서편제》           |
| 남우주연상             | 홍광호            | 《시라노》           |
| 여우주연상             | 전미도            | 《어쩌면 해피엔딩》  |
| 남우조연상             | 이정열            | 《서편제》           |
| 여우조연상             | 신영숙            | 《팬텀》             |
| 남우신인상             | 손유동            | 《찌질의 역사》      |
| 여우신인상             | 이소연            | 《서편제》           |
| 앙상블상               | 앙상블팀          | 《벤허》             |
| 연출상                 | 김동연            | 《어쩌면 해피엔딩》  |
| 극본/작사상            | 박천휴, 윌 애런슨 | 《어쩌면 해피엔딩》  |
| 작곡상                 | 윌 애런슨         | 《어쩌면 해피엔딩》  |
| 안무상                 | 차진엽            | 《신과 함께_저승편》 |
| 무대예술상             | 서숙진            | 《벤허》             |
| 프로듀서상             | 한경숙            | 《어쩌면 해피엔딩》  |
| 특별상 (올해의 스태프) | 김문정            |                      |
| 공로상                 | 강대진            |                      |

### 2019년 제3회
- 일시: 2019년 1월 14일
- 장소: 블루스퀘어 인터파크홀
- 사회: 이건명

| 부문            | 수상자         | 작품                                        |
| --------------- | -------------- | ------------------------------------------- |
| 대상            |                | 《웃는 남자》                               |
| 작품상          |                | 《레드북》                                  |
| 소극장 뮤지컬상 |                | 《베르나르다 알바》                         |
| 남우주연상      | 박효신 최재림  | 《웃는남자》 《마틸다》                     |
| 여우주연상      | 정영주         | 《베르나르다 알바》                         |
| 남우조연상      | 한지상         | 《젠틀맨스 가이드 :사랑과 살인편》          |
| 여우조연상      | 김국희         | 《레드북》                                  |
| 남우신인상      | 이휘종         | 《번지점프를하다》& 《브라더스 까라마조프》 |
| 여우신인상      | 김환희         | 《베르나르다 알바》                         |
| 앙상블상        | 앙상블팀       | 《마틸다》                                  |
| 연출상          | 오경택         | 《레드북》                                  |
| 극본상          | 정 영          | 《용의자 x의 헌신》                         |
| 음악상          | 김성수         | 《베르나르다 알바》                         |
| 안무상          | 홍유선         | 《레드북》                                  |
| 무대예술상      | 오필영         | 《웃는 남자》                               |
| 프로듀서상      | 박명성         | 《마틸다》& 《빌리 엘리어트》               |
| 공로상          | 이종덕         |                                             |
| 뉴웨이브상      | 레디 투 플라이 |                                             |

### 2020년 제4회
- 일시: 2020년 1월 20일
- 장소: 블루스퀘어 인터파크홀
- 사회: 이건명

| 부문                   | 수상자   | 작품 |
| ---------------------- | -------- | --- |
| 대상                   |          | 《호프 : 읽히지 않은 책과 읽히지 않은 인생》                                                                  |
| 작품상(400석 이상)     |          | 《스위니 토드》                                                                                               |
| 작품상(400석 미만)     |          | 《아랑가》 |
| 남우주연상             | 조형균   | 《시라노》 |
| 여우주연상             | 김선영   | 《호프 : 읽히지 않은 책과 읽히지 않은 인생》                                                                  |
| 남우조연상             | 박강현   | 《엑스칼리버》                                                                                                |
| 여우조연상             | 이예은   | 《호프 : 읽히지 않은 책과 읽히지 않은 인생》                                                                  |
| 남우신인상             | 양희준   | 《스웨그에이지 : 외쳐, 조선!》                                                                                |
| 여우신인상             | 김수하   | 《스웨그에이지 : 외쳐, 조선!》                                                                                |
| 앙상블상               | 앙상블팀 | 《아이다》 |
| 연출상                 | 오루피나 | 《호프 : 읽히지 않은 책과 읽히지 않은 인생》                                                                  |
| 극본상                 | 강남     | 《호프 : 읽히지 않은 책과 읽히지 않은 인생》                                                                  |
| 음악상(작곡)           | 김효은   | 《호프 : 읽히지 않은 책과 읽히지 않은 인생》                                                                  |
| 음악상(편곡/음악감독)  | 신은경   | 《호프 : 읽히지 않은 책과 읽히지 않은 인생》                                                                  |
| 안무상                 | 문성우   | 《벤허》 |
| 무대예술상(영상)       | 박준     | 《시티오브엔젤》                                                                                              |
| 무대예술상(무대)       | 정승호   | 《엑스칼리버》                                                                                                |
| 프로듀서상             | 오훈식   | 《그림자를 판 사나이》& 《더 데빌》& 《록키호러쇼》& 《킹아더》& 《호프 : 읽히지 않은 책과 읽히지 않은 인생》 |
| 공로상                 | 송승환   | |
| 카카오 베스트 캐릭터상 | 모르가나 | 《엑스칼리버》                                                                                                |

### 2021년 제5회
- 일시: 2021년 1월 11일
- 장소: 블루스퀘어 인터파크홀
- 사회: 이건명

| 부문                  | 수상자    | 작품                               |
| --------------------- | --------- | ---------------------------------- |
| 대상                  |           | 《마리퀴리》                       |
| 작품상(400석 이상)    |           | 《스웨그에이지: 외쳐, 조선!》      |
| 작품상(400석 미만)    |           | 《리지》                           |
| 남우주연상            | 강필석    | 《썸씽로튼》                       |
| 여우주연상            | 김수하    | 《렌트》                           |
| 남우조연상            | 서경수    | 《썸씽로튼》                       |
| 여우조연상            | 이봄소리  | 《차미》                           |
| 남우신인상            | 이준영    | 《스웨그에이지: 외쳐, 조선!》      |
| 여우신인상            | 한재아    | 《어쩌면 해피엔딩》                |
| 앙상블상              | 앙상블팀  | 《브로드웨이 42번가》              |
| 연출상                | 김태형    | 《마리퀴리》                       |
| 극본상                | 천세은    | 《마리퀴리》                       |
| 음악상(편곡/음악감독) | 김성수    | 《썸씽로튼》                       |
| 음악상(작곡)          | 최종윤    | 《마리퀴리》                       |
| 안무상                | 김은총    | 《스웨그에이지: 외쳐, 조선!》      |
| 무대예술상(무대)      | 오필영    | 《젠틀맨스 가이드: 사랑과 살인편》 |
| 무대예술상(조명)      | 이우형    | 《빅 피쉬》                        |
| 프로듀서상            | 강병원    | 《광주》& 《마리퀴리》& 《팬레터》 |
| 공로상                | 더 뮤지컬 |                                    |

### 2022년 제6회
- 일시: 2022년 1월 10일
- 장소: 블루스퀘어 신한카드홀
- 사회: 이건명

| 부문                 | 수상자                         | 작품                                                  |
| -------------------- | ------------------------------ | ----------------------------------------------------- |
| 대상                 |                                | 하데스타운                                            |
| 작품상-400석 이상    |                                | 레드북                                                |
| 작품상-400석 미만    |                                | 쿠로이 저택엔 누가 살고 있을까?                       |
| 여자주연상           | 차지연                         | 레드북                                                |
| 남자주연상           | 박강현                         | 하데스타운                                            |
| 여자조연상           | 김선영                         | 하데스타운                                            |
| 남자조연상           | 최재림                         | 시카고                                                |
| 여자신인상           | 장민제                         | 비틀쥬스                                              |
| 남자신인상           | 김시훈, 이우진, 전강혁, 주현준 | 빌리 엘리어트                                         |
| 앙상블상             |                                | 그레이트 코멧                                         |
| 프로듀서상           | 김영욱, 이성훈, 임양혁, 송한샘 | 그레이트 코멧, 젠틀맨스 가이드: 사랑과 살인편, 헤드윅 |
| 연출상               | 박소영                         | 레드북                                                |
| 극본상               | 표상아                         | 쿠로이 저택엔 누가 살고 있을까?                       |
| 음악상-작곡          | 김보영                         | 쿠로이 저택엔 누가 살고 있을까?                       |
| 음악상-편곡/음악감독 | 양주인                         | 지저스 크라이스트 수퍼스타)                           |
| 안무상               | 이현정                         | 레드북                                                |
| 무대예술상(무대)     | 오필영                         | 그레이트 코멧                                         |
| 무대예술상(조명)     | 이우형                         | 그레이트 코멧                                         |
| 올해의관객상         | 권민정                         |                                                       |
| 공로상               | DIMF(대구국제뮤지컬페스티벌)   | DIMF(대구국제뮤지컬페스티벌)                          |

### 2023년 제7회
- 일시: 2023년 1월 16일
- 장소: LG아트센터 서울 LG SIGNATURE홀
- 사회: 이건명

| 부문                                             | 수상자                         | 작품                        |
| ------------------------------------------------ | ------------------------------ | --------------------------- |
| 대상                                             |                                | 쇼맨                        |
| 작품상-400석 이상                                |                                | 데스노트                    |
| 작품상-400석 미만                                |                                | 렛미플라이                  |
| 여자주연상                                       | 이자람                         | 서편제                      |
| 남자주연상                                       | 윤나무                         | 쇼맨                        |
| 여자조연상                                       | 최정원                         | 마틸다                      |
| 남자조연상                                       | 강홍석                         | 데스노트                    |
| 여자신인상                                       | 임하윤, 진연우, 최은영, 하신비 | 마틸다                      |
| 남자신인상                                       | 이형훈                         | 렛미플라이                  |
| 앙상블상                                         |                                | 웨스트 사이드 스토리        |
| 프로듀서상                                       | 김미혜, 박민선                 | 미세스 다웃파이어           |
| 연출상                                           | 김동연                         | 데스노트                    |
| 극본상                                           | 한정석                         | 쇼맨                        |
| 음악상-작곡                                      | 민찬홍                         | 렛미플라이)                 |
| 음악상-편곡/음악감독                             | 김성수                         | 지저스 크라이스트 수퍼스타) |
| 안무상                                           | 이현정                         | 리지                        |
| 무대예술상(분장디자인)                           | 김유선·황효균                  | 미세스 다웃파이어           |
| 무대예술상(무대, 조명, 영상, 소품 디자인 디렉터) | 오필영                         | 데스노트                    |
| 올해의관객상                                     | 강진영                         |                             |
| 공로상                                           | 윤복희                         |                             |

### 2024년 제8회
- 일시: 2024년 1월 15일
- 장소: 경희대학교 평화의전당
- 사회: 이건명

| 부문                   | 수상자                             | 작품                                  |
| ---------------------- | ---------------------------------- | ------------------------------------- |
| 대상                   |                                    | 시스터즈(SheStars!)                   |
| 작품상(400석 이상)     |                                    | 멤피스                                |
| 작품상(400석 미만)     |                                    | 라흐 헤스트                           |
| 남자주연상             | 조승우                             | 오페라의 유령                         |
| 여자주연상             | 정선아                             | 이프덴                                |
| 남자조연상             | 김호영                             | 렌트                                  |
| 여자조연상             | 이아름솔                           | 이프덴                                |
| 남자신인상             | 김주택                             | 오페라의 유령                         |
| 여자신인상             | 박새힘                             | 인터뷰                                |
| 앙상블상               | 앙상블팀                           | 멤피스                                |
| 연출상                 | 김태형                             | 멤피스                                |
| 극본상                 | 김한솔                             | 라흐 헤스트                           |
| 음악상(오케스트레이션) | 구소영                             | 이프덴                                |
| 음악상(작곡)           | 문혜성·정혜지                      | 라흐 헤스트                           |
| 안무상                 | 신선호                             | 시스터즈(SheStars!)                   |
| 무대예술상(음향디자인) | 강국현                             | 멤피스                                |
| 무대예술상(영상디자인) | 조수현                             | 이프덴                                |
| 프로듀서상             | 쇼노트 김영욱·이성훈·임양혁·송한샘 | 더 테일 에이프릴 풀스, 멤피스, 이프덴 |
| 아동가족뮤지컬상       |                                    | 장수탕 선녀님                         |
| 올해의관객상           | 이수명                             |                                       |
| 공로상                 | 학전                               |                                       |

### 2025년 제9회
- 일시: 2025년 1월 13일
- 장소: 유니버설아트센터
- 사회: 이건명

| 부문                   | 수상자         | 작품                       |
| ---------------------- | -------------- | -------------------------- |
| 대상                   |                | 일 티노레                  |
| 작품상(400석 이상)     |                | 디어 에반 헨슨             |
| 작품상(400석 미만)     |                | 홍련                       |
| 남자주연상             | 홍광호         | 일 테노레                  |
| 여자주연상             | 김수하         | 하데스타운                 |
| 남자조연상             | 고은성         | 그레이트 코멧              |
| 여자조연상             | 최정원         | 하데스타운                 |
| 남자신인상             | 김민석         | 하데스타운                 |
| 여자신인상             | 전하영         | 접변                       |
| 앙상블상               | 앙상블팀       | 컴 프롬 어웨이             |
| 연출상                 | 이지영         | 라스트 파이브 이어스       |
| 극본상                 | 장우성         | 섬:1933~2019               |
| 음악상(오케스트레이션) | 한정림         | 하데스타운                 |
| 음악상(작곡)           | 월 에런슨      | 일 테노레                  |
| 안무상                 | 홍유선         | 컴 프롬 어웨이             |
| 무대예술상(음향디자인) | 권도경         | 일 테노레                  |
| 무대예술상(영상디자인) | 고동욱         | 비밀의 화원                |
| 프로듀서상             | 설도권, 신동원 | 디어 에반 헨슨, 하데스타운 |
| 아동가족뮤지컬상       |                | 공룡이 살아있다            |
| 올해의관객상           | 한은희         |                            |
| 공로상                 | 임영웅         |                            |